# Robin Atkin Downes

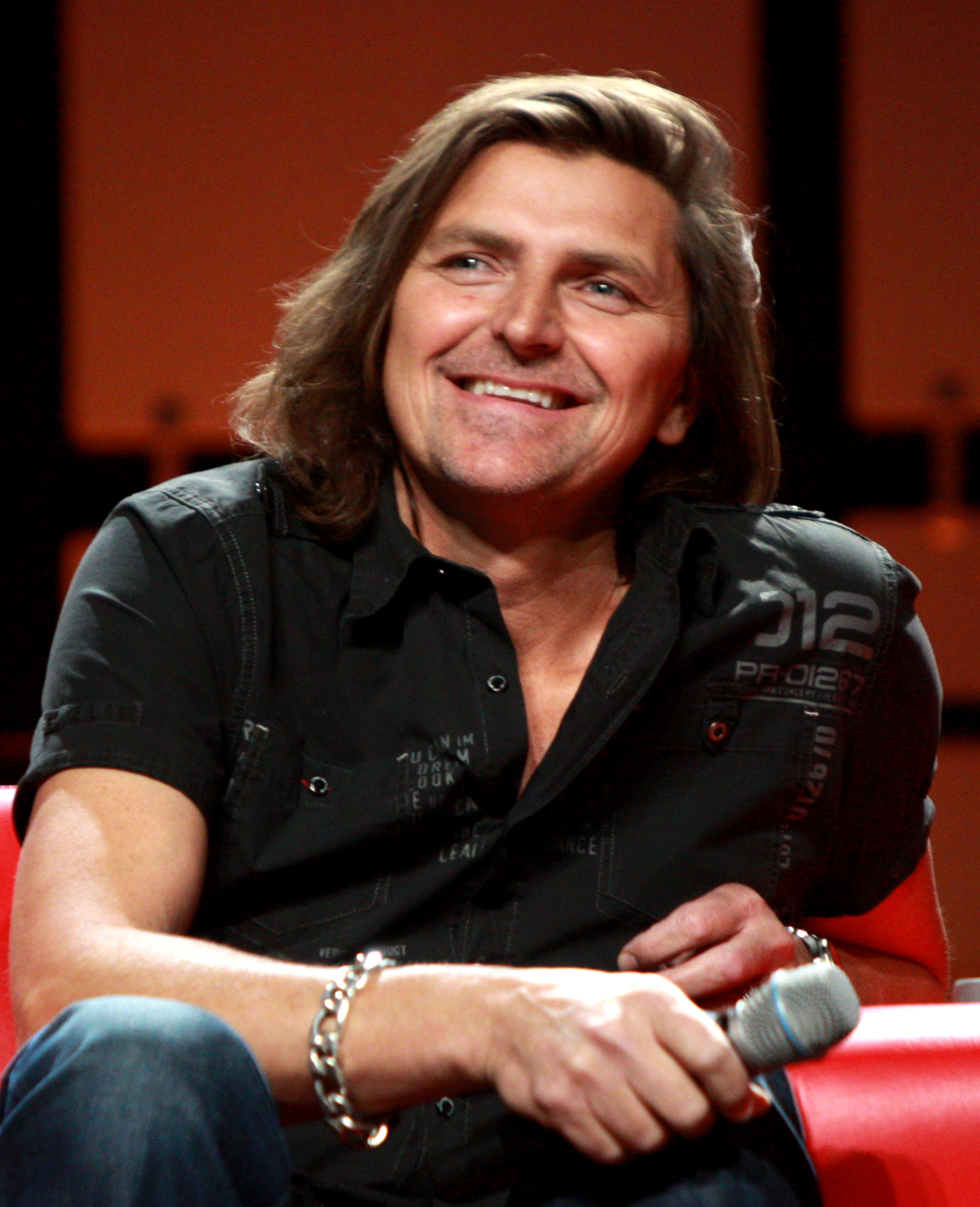
Downes im Mai 2013

Robin Atkin Downes (* 6. September 1976 in London, England) ist ein britischer Schauspieler. Bekannt ist er durch seine zahlreichen Rollen im Animationsbereich sowie in Videospielen.

## Biografie
Downes wurde am 6. September 1976 in London, England geboren. 1994 schloss er ein Theater-Studium an der Temple University mit dem Master of Fine Arts (MFA) ab. Als Voiceover-Sprecher hat er an mehr als 140 Filmen mitgewirkt. Nach eigenen Angaben beherrscht er über 60 Dialekte. Wiederkehrend war seine Stimme unter anderem als The Master in der Horror-Fernsehserie The Strain zu hören.

## Filmografie (Auswahl)

### Filme und Serien
- 1997–1998: Babylon 5 (Fernsehserie, 9 Folgen)
- 2008–2014: Star Wars: The Clone Wars
- 2014–2017: The Strain
- 2016: Star Wars Rebels (2 Folgen)
- 2016: Batman v Superman: Dawn of Justice
- 2016: Suicide Squad
- 2016: The Conjuring 2
- 2018: Incredibles 2
- 2019: The Orville (Fernsehserie, eine Folge)
- 2019: Drachenzähmen leicht gemacht 3
- 2019: Frozen II
- 2020: The Umbrella Academy (2 Folgen)
- 2021: Star Wars: The Bad Batch (2 Folgen)
- 2021: Arcane
- 2025: Der freundliche Spider-Man aus der Nachbarschaft (Your Friendly Neighborhood Spider-Man, Fernsehserie)

### Videospiele
- 2004: Halo 2
- 2007: Team Fortress 2
- 2009: Uncharted 2
- 2013: Tomb Raider
- 2013: The Last of Us
- 2013: Lego Marvel Superheroes
- 2015: Lego Dimensions
- 2015: Batman: Arkham Knight
- 2017: Mittelerde: Schatten des Krieges
- 2019: Lego DC Super-Villains
- 2020: Star Wars: Squadrons
- 2021: Ratchet & Clank: Rift Apart